# Дети в Византии

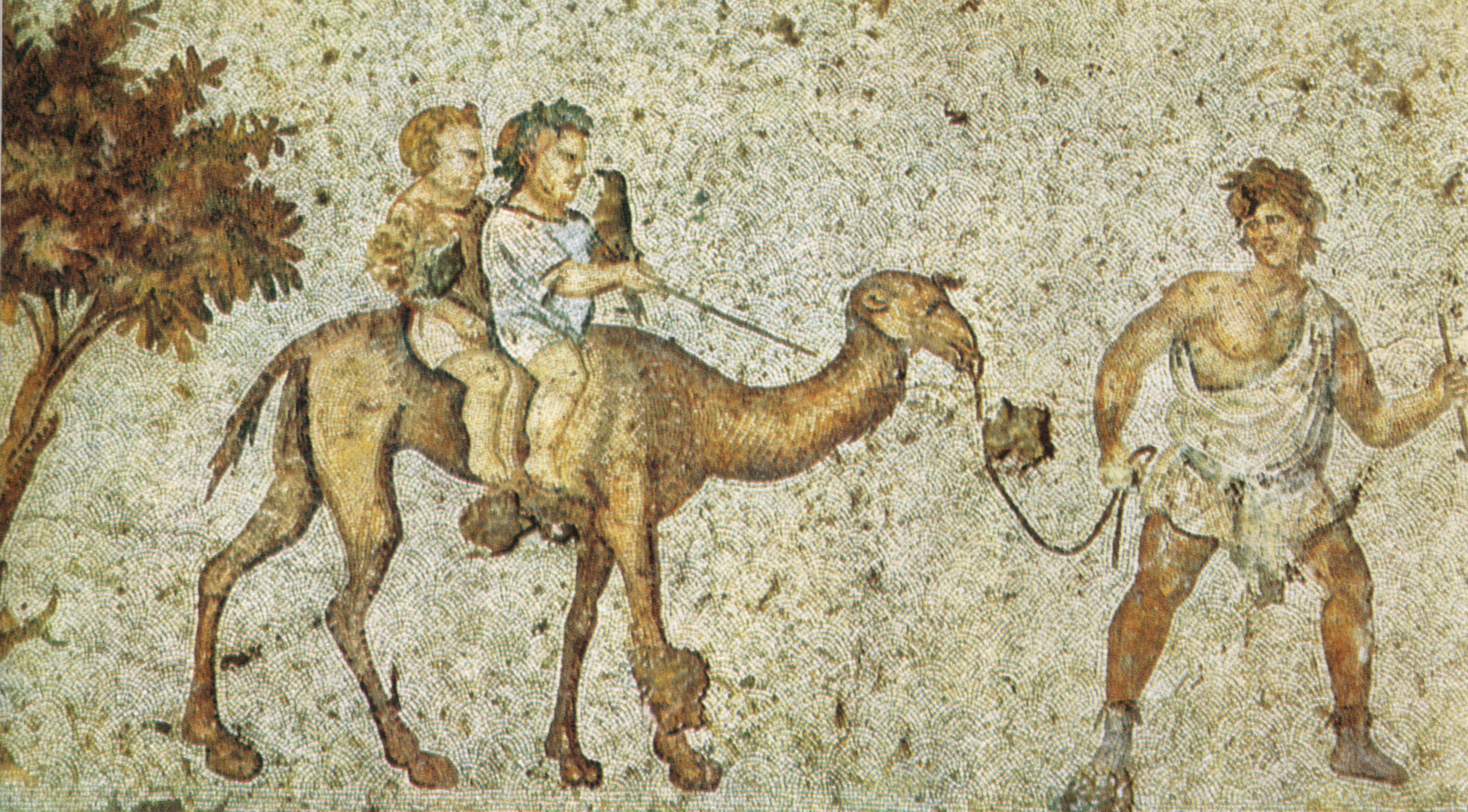
Катание детей на верблюде (мозаика Большого дворца в Константинополе, VI век)

Дети в Византии выделялись в отдельную категорию жителей империи. С точки зрения законодательства полная правоспособность наступала в возрасте 25 лет, однако в других контекстах предельными были другие значения. Источниками знаний о византийских детях являются в основном правовые и агиографические тексты. Важным аспектом жизни ребёнка в Византии являлось получение им образования, обычно начинавшегося в возрасте шести или семи лет. Распространённым явлением в Византии являлись браки среди детей, часто совершавшиеся в возрасте около 10 лет. В этом же возрасте дети могли вступать в монастыри. Количество детей в семьях в среднем было невелико, однако за счёт невысокой продолжительности жизни их доля в обществе была значительна. Ожидания от детей были те же, что и в современном обществе, — продолжение рода, наследование семейной собственности, забота о своих родителях, их погребении и посмертной памяти.
В Византии государство уделяло значительное внимание положению детей, оставшихся без попечения родителей. Законодательство устанавливало ответственность за оставление детей, поощряло взятие в семью приёмных детей. Существовала система государственных приютов. В отличие от Древнего Рима, где отец семейства был властен над жизнью и смертью ребёнка, в Византии детоубийство было запрещено.
В настоящее время изучение детства в Византии идёт по многим направлениям. Исследования, проводимые на основе анализа сохранившихся литературных источников, позволили изучить вопросы социальной идентичности, правового статуса, образования и материального положения детей, влияния на них культурного и религиозного окружения. Начиная с конца XX века появились многочисленные археологические данные, важные для более детального понимания жизни и здоровья византийских детей.

## Концепция детства

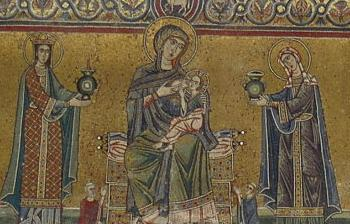
Богородица Млекопитательница, мозаика из Санта-Мария-ин-Трастевере, Рим

В период Античности существовали различные взгляды на периодизацию жизни человека. Согласно одной из точек зрения, встречавшейся уже у Пифагора, следовало выделять четыре возраста согласно числу времён года, каждому из которых отводилось по 20 лет. По Гиппократу человек в своей жизни проходит семь стадий, каждая длительностью по семь лет. В христианский период эта семичастная схема была переосмыслена как указание на семь дней Творения; такой точки зрения придерживались, например, богослов VII века Анастасий Синаит и историк XI века Михаил Пселл. Писатель I века до н. э. Марк Теренций Варрон предложил схему человеческой жизни из четырёх частей по 15 лет. Античная традиция предложила также и отдельную периодизацию детства. Согласно Сорану Эфесскому (I—II век) и Галену период детства можно было разделить на три фазы: младенчество — от рождения до семи месяцев, когда появляются первые зубы, или до 2 лет, когда ребёнок начинает говорить; до семи лет, когда появляются все молочные зубы; начало третьей фазы, связываемой с началом полового созревания для девочек, относили к возрасту 12 лет, у мальчиков с 14 лет. Существовали и другие схемы деления. Специфическая терминология относительно периодизации детства использовалась в житийной литературе. В ней детство считалось завершившимся к 12 годам у девочек и 14 годам у мальчиков. Законодательством начиная с эпохи Македонской династии выделялся возраст 7 лет, начиная с которого считалось, что ребёнок мог осознать тяжесть совершённого им правонарушения и мог быть за него наказан, в том числе через смертную казнь. С точки зрения христианства представлял интерес ответ на вопрос, с какого возраста детьми осознаётся греховность их поступков. Как правило, различные комментаторы полагали, что точный возраст здесь указать невозможно.
С точки зрения традиций римского права и законодательства до 25 лет человек не считался взрослым, однако распоряжаться своим имуществом мужчины могли уже в возрасте 20 лет, а женщины начиная с 18 лет. Минимальный возраст вступления в брак устанавливался для юношей в 15 лет и 13 лет для девушек. Для обозначения как мальчиков, так и девочек, использовались греческие слова др.-греч. τέκνον (téknon) и др.-греч. παῖς (páī̈s). При этом первое из них больше касалось духовного родства, а второе могло также применяться к рабам. В византийском греческом языке существовали отдельные понятия для детей разных возрастов — новорождённого ребёнка, младенца и т. д. Мальчики в возрасте с 14 до 25 лет назывались ἔφηβος (éfivos).
Вопрос о месте детей в византийском обществе является дискуссионным. С одной стороны, относительное число детей, вероятно, было велико. Так, например, согласно данным А. Лаиу, собранным для сообществ македонских крестьян начала XIV века, 50 % мужчин находились в возрасте до 20 лет, тогда как только 6 % мужчин и 7 % женщин были старше 45 лет. С другой стороны, тот факт, что дети были столь плотно интегрированы во взрослую жизнь, вызывал у некоторых исследователей сомнение в том, что в таких условиях могло выделяться специфическое состояние «детства» с присущими ему в современном западном понимании качествами. Такую точку зрения в 1960-х годах обосновывал французский историк семьи Ф. Арьес, чья книга «L’enfant et la vie familiale sous l’Ancien Régime» (1960) считается основополагающей в изучении развития понятия детства. В дальнейшем подход Арьеса часто критиковался за перенос современных понятий на более раннюю эпоху и некритичное отношение к иконографическим источникам. Так, противоположной точки зрения придерживается современный медиевист Н. Орме, согласно которому дети 500 или 1000 лет назад были такими же, как и сейчас. В настоящее время, в результате интенсивного развития знаний о роли детства за последние 50 лет, сложилось представление о важности детства и связанной с ним части общества, начиная с эпохи классической античности.
По сравнению со средневековой Западной Европой, детство в Византии изучено существенно хуже. Первым исследованием на эту тему была работа 1938 года Ф. Кукулеса, посвящённая уходу за детьми. В 1970-е годы ряд важных работ по социальным и законодательным аспектам византийского детства опубликовала Э. Патлагеан. Обзор направлений исследований по состоянию на 2009 год содержится в предисловии к сборнику статей Becoming Byzantine: Children and Childhood in Byzantium.

## Развитие ребёнка

### До и после рождения

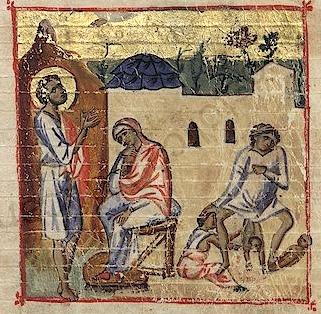
Ревекка рожает Исава и Иакова, миниатюра из рукописи XI века. Ватиканская библиотека, gr. 747, 46v

Целью заключения брака в Византии было рождение детей, необходимых для обеспечения продолжения существования семьи. Со стороны церкви пропаганда сохранения девственности в первые века существования христианства к IV веку сменилась признанием важности заключения брака и продолжения рода. Государство способствовало развитию института брака изменениями в законодательстве. Соответственно, бездетность воспринималась как большое несчастье, причинявшее особенные страдания женщинам, чья роль в семье в результате материнства значительно повышалась. Вообще, по замечанию А. Лаиу, «воспроизводство человеческих ресурсов» было основной задачей византийских женщин с точки зрения общества. Тема бездетности и связанных с ней проблем распространена в житийной литературе — от неё часто страдали родители будущих святых, упоминаются желание рождения сына после рождения нескольких дочерей, обращение к святым с целью избавления от бездетности. С целью добиться желанного зачатия женщины прибегали как к божьей помощи, так и к народным средствам (заячья кровь, гусиный жир), носили амулеты, прибегали к магии и астрологии. За желание любой ценой преодолеть эту беду бесплодных женщин критиковал Иоанн Златоуст. Не всегда дети были желанны, в связи с чем были нередки случаи детоубийства. Одно из крупнейших детских захоронений ранневизантийского периода обнаружено в израильском Ашкелоне, насчитывающее около ста младенческих останков, преимущественно мальчиков. Предполагается, что это дети проституток. Меньшее количество останков девочек объясняют их большей экономической ценностью как будущих проституток.

Византийские женщины рожали преимущественно у себя дома, однако существовали и родильные дома (др.-греч. λοχοκομεία (lokhokomeia)). Семь таких заведений в сумме на 40 коек основал в разных округах Александрии патриарх Иоанн V (610—619). Однако это единственное известие о существовании родильных домов в Византии, хотя в XII веке известно о небольшой больнице для женщин в столичном монастыре Пантократора. Об уровне античных знаний в области гинекологии и проведении родов достаточно хорошо известно из сохранившихся трудов Сорана Эфесского, Аэция Амидийского (V—VI века) и Павла Эгинского (VII век). Процессом родов руководили повивальные бабки, чьи знания основывались на личном опыте. В случае осложнений прибегали к услугам врачей, в распоряжении которых были специальные инструменты. Материнская и детская смертность были высокими. Об одном таком случае рассказывает житие святого IV—V веков Порфирия Газского:
«…некая жена из городской знати, по имени Элия, перед родами впала в великую опасность, а причиною опасности было следующее; плод у неё выходил не естественным образом, но принял обратное, неестественное положение и, так как одна рука была высунута, то остальное тело не имело возможности пройти; оно лежало поперёк в утробе, и бабки не могли придать ему естественное положение. Приключившиеся жене муки были несказанны, так как боли толкали плод ежечасно; ещё большую силу получили муки вследствие того, что за первым днём последовал второй, а также и третий, бывший ещё более мучительным второго. Страдания протянулись на семь дней, при чём болезнь постоянно усиливалась. И врачи желали сделать ей чревосечение, но увидев упадок сил её, отказались от неё. Её родители и муж Ирос, будучи почитателями демонов, ежедневно приносили за неё жертву, приводили заклинателей и знахарей, полагая, что те помогут ей, но безуспешно».
Детская смертность имела также и криминальные причины. О распространённости оставления детей и даже их убийстве рассказывает богослов IV века Григорий Нисский. Из данных канонического права можно сделать вывод о распространённости отказа от кормления как формы детоубийства. Аборт считался не убийством, а преступлением против мужа, и карался телесными наказаниями и ссылкой. С IX века совершение аборта являлось достаточным основанием для развода.
Согласно восходящей к античности традиции, византийцы пеленали своих детей; описание этой техники приводит Соран Эфесский. Ребёнка полагалось пеленать целиком, включая голову и пальцы. Это должно было обеспечить его защиту от холода и различных возможных несчастных случаев в первые недели жизни. Этот же врач приводит рекомендации по кормлению ребёнка. Грудное вскармливание следовало начинать с возраста трёх дней, с этого же возраста можно было начинать прикармливать мёдом или мёдом, смешанным с козьим молоком. Некоторые исследователи полагают, что в состоятельных семьях кормление грудью матерями считалось предосудительным — для этой цели следовало использовать кормилиц. С другой стороны, житийная литература полагала, что более правильным с точки зрения морали является кормление матерью. Отнимание ребёнка от груди происходило обычно между вторым и третьим годами жизни. Столь позднее прекращение кормления грудью могло быть одним из факторов, благодаря которым византийские семьи были невелики.

### Уход и воспитание

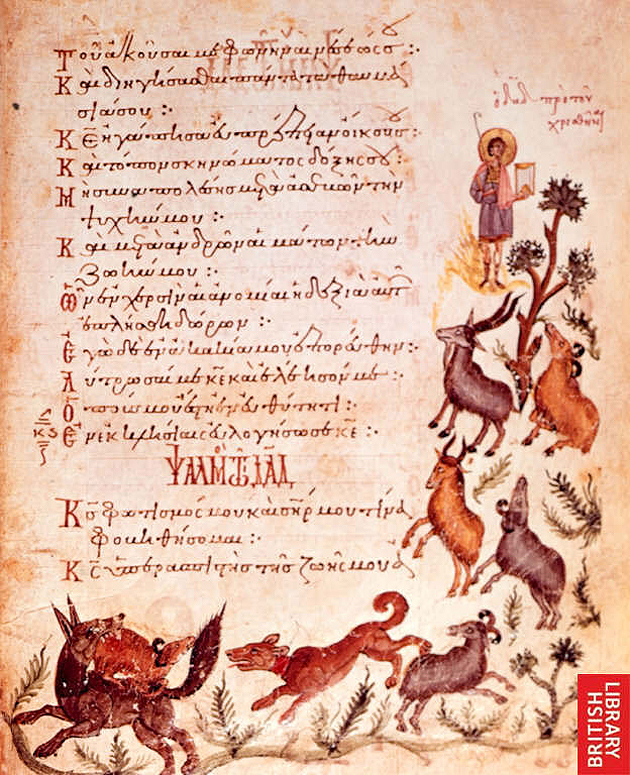
Давид пасёт овец. Миниатюра из Феодоровской псалтири, 1066 год

Вопрос о необходимости здорового питания ребёнка рассматривался византийцами в контексте религиозных представлений. В этом отношении в агиографической литературе частым мотивом был отказ будущего святого, заранее готовящего себя к аскетической жизни, от излишеств в еде. Житие святого второй половины VI века — начала VII века Феодора Сикеонского сообщает о том, как он под разными предлогами избегал приёма пищи вместе со своими домочадцами: «Если же его мать спрашивала, по какой причине он не приходит к ней в обеденный час, он, мороча ей голову, говорил, что, мол, „я не сумел ответить урок грамоты, и меня заставили остаться в училище“, или что у него было расстройство желудка, и ему не хотелось есть». То, что такого рода объяснения могли приводить к злоупотреблениям со стороны родителей, уклоняющихся от исполнения своих родительских обязанностей, можно сделать вывод из 15 канона Гангрского собора (середина IV века), который осуждает тех, кто «под предлогом отшельничества, нерадит» о своих детях. Комментировавшие в XII веке этот канон Иоанн Зонара и Феодор Вальсамон также осуждали подобную практику. Светское законодательство рассматривало родителей, не обеспечивающих надлежащее кормление детей, как убийц. Обязанность родителей обеспечивать своих детей питанием, одеждой и жилищем не прекращалась после вступления детей в самостоятельную жизнь. В рацион «обычных» детей входила та же пища, которой питались и взрослые византийцы, — яйца, сыр, белый хлеб, мясо птицы, рыба, фрукты.
О воспитании детей в Византии историкам известно не слишком много, так как византийская литература, по выражению известного византиниста Г. Г. Литаврина, — это литература без детей. В духовном отношении основной заботой родителей было воспитать в своих детях набожность и благочестие, руководствуясь образцами и идеями из Нового Завета (например, Еф. 6:5). Главными моральными ценностями, внушаемыми детям согласно христианской модели воспитания, были повиновение и почтительность к родителям. Воспитание в таком духе, унаследованном от древней Иудеи, имело большое значение, защищая семью от распада. Заложенные в детстве представления о субординации затем становились основой общественного устройства — жёны должны подчиняться мужьям (Еф. 5:22), дети родителям, рабы хозяевам, христиане светской власти, всё человечество Богу. Умершего родителя византиец должен был оплакивать с причитаниями; согласно традиционному ритуалу мужчина-глава семьи таким же образом выражал свою скорбь и при иных несчастьях. Столь же мало известно об играх византийских детей. Достаточно распространённым мотивом в агиографии являлось описание сцен из жизни будущего святого, когда он отказывался от игр вместе с другими детьми, своими ровесниками, или другого совместного времяпрепровождения с ними. Взрослые святые нередко применяли свои целительские таланты для излечения травм, полученных детьми во время игр. Наконец, иллюстрации иллюминированных рукописей иногда содержат изображения детских игр. Среди детей и взрослых были популярны игры в мяч. Кроме того, Иоанн Златоуст упоминает среди предметов детских игр обручи, бабки и гальку. Никита Хониат, рассказывая об играх одиннадцатилетнего сына императора Мануила I Алексея, рассказывает, что тот «играл в орехи или забавлялся бросанием камешков».
Не в последнюю очередь желание византийцев заводить детей обусловливалось необходимостью получить помощь в ведении семейного хозяйства или ремесла. Жития содержат многочисленные примеры того, как уже в возрасте 6 лет крестьянские мальчики привлекались к работе в поле. Для детей более состоятельных родителей такой способ воспитания был менее характерен. Мальчики часто работали пастухами. В состоятельных и знатных семьях ребёнок до 5—7 лет находился на попечении обитательниц гинекея, после чего его поручали заботам наставника, который наблюдал за играми воспитанника и учил его грамоте. Мальчик из знатной семьи мог несколько лет жить в доме своей невесты. Дети знатнейших семейств могли быть отданы на воспитание во дворец императора и росли вместе с наследником престола. Из этого круга выходили будущие высшие чиновники и военачальники. Большинство аристократов стремилось подготовить своих сыновей к военной карьере, и соответственно этому строилось воспитание знатных отпрысков. С 14—15 лет они уже участвовали в военных походах. О занятиях девочек известно существенно меньше, вероятно, это была работа по дому. В знатных семьях девочки могли получить хорошее образование, ярким примером чему является судьба дочери императора Алексея I Комнина Анны.

### Образование

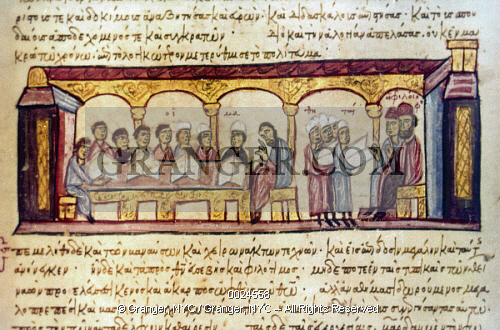
Константинопольская философская школа, иллюстрация из мадридской рукописи хроники Иоанна Скилицы, XIII—XIV века

Грамотность общества была достаточно высокой, распространённой во всех социальных слоях и во всех частях империи. Начальное образование дети получали либо дома от родителей, либо в богатых семьях от личного учителя. Византия унаследовала греко-римскую систему образования, в которой организация учебного процесса была делом частной инициативы. Обучение начиналось по достижении ребёнком возраста шести или семи лет. С этого возраста дети начинали заучивать большое количество текстов наизусть, в основном религиозного содержания. Образование в целом велось на греческом языке, и задачей этого этапа образования было «эллинизировать» язык ребёнка. Чаще всего грамоте обучались в местных школах и при монастырях. О порядке организации монастырских школ известно из ответа на 15 вопрос «Большого Аскетикона» Василия Великого. По сравнению с античной системой, из школы Василия была упразднена физическая культура. Старших детей надлежало обучать отдельно от младших, однако лучших среди старших учеников назначали в учителя младшим; молитву старшие и младшие совершали совместно.
Для организации начальной школы требовалось только найти учителя, помещение и книгу, и потому они существовали повсеместно, способствуя распространению начальной грамотности. По замечанию Дж. Б. Бьюри, желанием любого византийского родителя было дать своему ребёнку хоть какое-то образование, и каждый, кто мог найти на это деньги, делал это. Для исследования распространённости грамотности среди детей из разных социальных слоёв и регионов Византии чрезвычайно полезна житийная литература, поскольку за редким исключением святые являлись единственной категорией жителей империи, о всей жизни которых сохранились достаточно подробные сведения. Типичными примерами являются случаи знаменитого миссионера Кирилла, который, обучаясь чтению в Фессалониках и испытывая затруднения в понимании произведений Отцов Церкви, отправился за более глубокими знаниями в Константинополь, или основателя Великой Лавры Афанасия Афонского, который не смог удовлетворить свою тягу к знаниям в Трапезунде. Грамотность сельского населения была, очевидно, существенно ниже, однако число людей, достаточно образованных, чтобы поставить подпись под своим брачным договором, как это предписывала Эклога (VIII век), было значительным.
Доступность высшего образования была ниже, и в «тёмные века» византийской истории с VII по первую половину IX века его было сложно получить даже в Константинополе. В провинции людей, готовых заниматься преподаванием продвинутых курсов наук, было ещё меньше. Дети крестьян в своём большинстве были лишены возможности получить образование. Однако для наиболее талантливых учеников, показавших значительные успехи к возрасту 12 лет, возможность в течение двух — трёх лет продолжить обучение грамматике за пределами Гомера и псалмов была вполне доступна. Сведения о количестве школ, продолжительности образования, количестве учащихся отрывочны. Для второй четверти X века в Константинополе достоверно известно о существовании не менее четырёх средних школ, в каждой из которых на каждом году обучения было 20-30 учащихся. Всё сказанное ранее относится преимущественно к образованию мальчиков; о способах получения образования девочками практически ничего не известно.
С точки зрения практической ценности образование было важно в случае выбора духовной или чиновнической карьеры. Технические знания и навыки обычно приобретались уже во время выполнения работы. Преобладающий взгляд на образование рассматривал его как необходимую подготовку к добродетельной христианской жизни, а не как ценное само по себе самосовершенствование. Такая точка зрения предполагала большее внимание при обучении к произведениям, доносящим до читателя моральные ценности, которые помогут достичь спасения. Таким образом в детский круг чтения, помимо Библии, входили жития святых — поскольку поучительные рассказы о детстве святых были неотъемлемой частью произведений этого жанра, назидательные басни Эзопа и т. п. Вероятно, дети читали и такие литературные произведения, как «Повествование для детей о четвероногих животных», Дигенис Акрит, истории об Александре Великом и другие произведения, интересные также взрослым.

### Болезнь и смерть
С конца XX века для исследования детства в Средние века, в частности в Византии, начали применяться археологические методы. Только в последние десятилетия была опровергнута теория о том, что детские останки не сохраняются после разрушения захоронения. В настоящее время детская биоархеология является развитой научной дисциплиной, позволяющей устанавливать различные обстоятельства жизни и смерти ребёнка. Детальное описание детских погребальных ритуалов известно из речи Михаила Пселла по случаю смерти его дочери Стилианы.
В связи с частыми осложнениями, беременность и роды считались в Византии критическими периодами в жизни матери и ребёнка. Различные проблемы и заболевания в этот период часто связывались с вмешательством злых духов, в частности демоницы Гелло, якобы являвшейся к беременным и вызывавшей неправильное предлежание плода или убивавшей новорождённых. Сохранились ранневизантийские бронзовые или свинцовые амулеты, изображающие полуженщину-полузмею с распущенными волосами, поражаемую копьём святым всадником. Такой или другие амулеты родители давали новорождённому или вешали на его колыбель. Уровень детской смертности был крайне высок. Разнообразные методы исследования, применённые для различных регионов и исторических периодов, дают оценки смертности в возрасте до 15 лет от 39 % (ранне- и средневизантийский период в истории Крита, данные Х. Бурбу на основе биоархеологических исследований) до 50 % в Малой Азии, Египте и Палестине (Э. Патлагеан на основе данных могильных надписей). Такую же оценку для Македонии XIV века получила А. Лаиу на основе данных переписей. Согласно данным Лаиу, половина из детей умерла в течение первых 5 лет.
Греческая исследовательница Э. Пулаку-Ребелаку подробно исследовала вопрос о существовании педиатрии в Византии и пришла к выводу, что в современном смысле в Византии эта медицинская дисциплина отсутствовала. Тогда как известно о существовании других медицинских специальностей и соответствующих отделов в известных больницах, в основном в Константинополе, свидетельств о функционировании педиатрических отделений нет. Однако в медицинских текстах, как правило, присутствовали специальные разделы, посвящённые детям. Например, Орибасий (IV век), Аэций Амидийский (V—VI века) и Павел Эгинский (VII век) в своих трактатах уделили внимание уходу за новорождёнными и их кормлению, а также способам лечения распространённых болезней — воспалений, ожогов, патологиям развития, проблемам при прорезывании зубов. Такие болезни, как оспа, корь и скарлатина, чаще всего были смертельными. Случаев патологии зубов в археологических материалов выявлено незначительное количество. Современные методы исследований позволяют эффективно выявлять случаи железодефицитной анемии. Вызываемые этим синдромом патологии Cribra orbitalia и поротический гиперостоз были широко распространены, что объясняется, вероятно, диетой на основе козьего молока и мёда.

## Правовое положение

### Наследование имущества
Согласно Кодексу Юстиниана (VI век) совершеннолетие для юношей наступало между 20 и 25 годами, для девушек между 18 и 25 годами. Эклога (VIII век) уточняла, что для несовершеннолетних, находящихся под опекой детского дома, монастыря или другого заведения с подобной функцией, наступление полной правоспособности происходило по достижении брачного возраста и вступлении в брак. Если же это не происходило до наступления 20 лет, опекающее заведение должно было предоставить в полную собственность опекаемым причитающееся им наследство. В начале правления Македонской династии произошёл возврат к юстиниановской норме о 25 годах. Император Лев VI (886—912) принял дополнительные законы по защите имущества сирот и установил возраст наступления совершеннолетия в 18 лет для женщин и 20 для мужчин. Новелла 25 Льва VI признавала сына независимым при создании отдельного домохозяйства после брака. Поскольку главным приоритетом соответствующего законодательства была защита имущества сирот, принимались во внимание случаи, когда по достижении указанного возраста опекаемый ещё не был морально готов к вступлению в права наследства, или же наоборот это право могло быть ему предоставлено раньше. Решение по данным вопросам находилось в компетенции императора или специального учреждения.
Византийская система наследования основывалась на принципе разделяемого наследования, когда все дети имели право на свою часть имущества. В случае отсутствия завещания все дети наследовали в равных долях. В некоторых случаях это могло привести к ущемлению прав старшего поколения и размыванию семейной собственности. В разные периоды принципы наследования менялись, но основными вехами, когда производилось перераспределение имущества, были вступление в брак детей и смерть родителей. По закону детям полагалось от ⅓ до ½ собственности матери. Закон признавал также некоторые права внебрачных детей на наследство родителя. Исходя из данных житийной литературы, считается, что обычно в семьях было не более 3-4 детей. Крестьянские семьи были меньше, чем семьи аристократов.

### Положение в семье
Термином, обозначающим ребёнка, как находящегося под властью (лат. patria potestas) отца семейства, был др.-греч. ὑπεξούσιος. В отличие от Древнего Рима, где лат. pater familias был властен над жизнью и смертью своих детей или внуков, в поздней Римской империи детоубийство было запрещено уже в 370 году императором Валентинианом I (364—375); запрет был возобновлён в Кодексе Феодосия (V век). Продажа собственных детей в рабство была запрещена, хотя законом императора Константина Великого от 329 года такое допускалось в случае крайней бедности. Законодательство Юстиниана I признало право на жизнь за эмбрионом. Новеллой Льва VI за матерями признавалась не юридическая, но моральная власть над своими детьми. В случае смерти мужа вдова, если она не выходила замуж вторично, принимала на себя ответственность за детей. Правоспособность наступала в возрасте 25 лет, но при Льве VI это положение было уточнено, и эмансипация была предоставлена независимо от возраста в случае основания собственного хозяйства. Ранневизантийское законодательство в целом наследовало римскому в части вопросов, относящихся к понятию patria potestas. Существовала классификация детей в зависимости от социального положения их родителей, сводящаяся к принципиальному разделению детей на законных и побочных. Patria potestas не распространялась на усыновлённых детей. Согласно традиционным представлениям византийцев, зафиксированным в произведении XI века «Советы и рассказы» Кекавмена, дети должны почитать и уважать своих родителей. В свою очередь, родители должны были относиться к уважением и к своим детям («…уважай их и не пренебрегай ими, хоть они ещё малы, ибо чему они у тебя научатся, так и будут поступать. Но уважай и себя, так как себя не уважающий не будет уважать и других. Не будь дерзок, ибо всякий, кто дерзит в неразумии, впоследствии раскается»), в частности, не должны были применять к ним телесные наказания:

Сыновей твоих и дочерей твоих бей не розгами, а словом, и не давай другому их наказывать.
— Васильевский В. Г. Советы и рассказы византийского боярина XI века. По неизданной греческой рукописи XV века // ЖМНП. — 1881. — № 215, 216., §125
Относительно дочерей автор даёт следующую рекомендацию: «держи дочерей в затворе, как осуждённых, подальше от чужих глаз, дабы не очутиться в положении как бы ужаленного змеёю».
Более чем тысячелетняя история Византии, разнообразие исторических и географических условий не позволяют однозначно охарактеризовать структуру византийской семьи. Согласно мнению А. П. Каждана, византийские домохозяйства имели в своей основе нуклеарную семью, однако в документальных и агиографических источниках упоминаются и расширенные семьи из 20—30 человек. В таких семьях было место для сложных неродственных отношений, таких как усыновление и опека. Членами семьи также считались крёстные родители, выбираемые из соображений престижа. Они поддерживали с ребёнком тесную связь в течение всей жизни, обеспечивая духовное руководство. Часто все дети одних родителей имели одних и тех же крёстных.
От сыновей и дочерей ожидалось, что они будут помогать своим родителям в старости. Вдовы, которых, судя по источникам, было довольно много в связи с высокой мужской смертностью, тяжело переносили своё положение. Они наследовали семейное имущество и ответственность за воспитание и замужество детей. Если они сразу не могли доверить заботу о благополучии семьи сыну, то ожидали это сделать в будущем. Если же сын решал избрать духовную карьеру, то эти обязательства становились препятствием его планам. Наилучшим выходом в таком случае становилось определить мать и сестёр в монастырь. Обязанность детей помогать родителям в бедности и старости была зафиксирована также в светском законодательстве и церковных канонах. Дети были обязаны проявлять послушание, почитание и благодарность, особенно после смерти родителей. Эклога VIII века предписывала детям оказывать матери уважение и соблюдать её распоряжения о наследстве. Патриарх Николай Мистик в X веке подчёркивал обязанность хранить память и уважать волю умерших родителей. Неблагодарность детей признавалась наказуемым правонарушением. Новелла 115 Юстиниана, вошедшая позднее в Василики, предусматривала лишение наследства за 15 видов проявлений неблагодарности. Практика применения сохранялась в XIII веке, что подтверждают решения Димитрия Хоматиана.

### Сексуальность и заключение брака

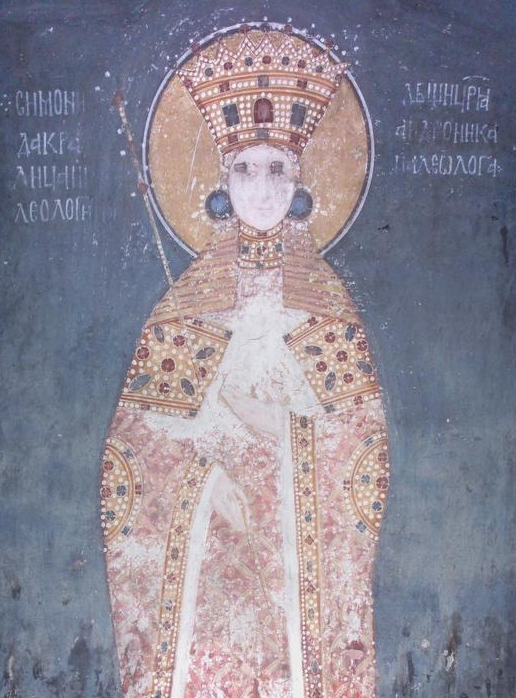
Королева Симонида, фреска из монастыря Грачаница, XIV век

Византийское брачное законодательство довольно обширно. Согласно римскому праву, допустимым возрастом для заключения брака являлись 12 лет для девочек и 14 лет для мальчиков. Заключение помолвки могло состояться уже в 7 лет, однако на практике могли быть наложены дополнительные ограничения, в связи с тем, что после помолвки девочка переходила жить в дом своего будущего супруга и лишалась защиты своих родителей. Согласно новелле 109 императора Льва VI, помолвки детей младше 7 лет допускались только по разрешению императора. Византийское законодательство допускало ранние браки для девочек, не достигших 12 лет, в этом случае муж должен был дожидаться достижения соответствующего возраста своей несовершеннолетней супруги для вступления в половые отношения. На практике, однако, родители девочек часто завышали их возраст и обходили это ограничение. Если священнослужители узнавали о таких случаях, они имели право расторгнуть брак. Митрополит Иоанн Апокавк расторг брак между 30-летним мужчиной и шестилетней девочкой и наложил наказания на причастных к заключению этого союза. Однако в некоторых известных церковных документах — постановлении патриарха Михаила Анхиальского (1170—1178) и в издании юридического сборника Прохирон второй половины XII века — допускались браки в возрасте 6 лет.
Ранние браки были особенно распространены в высшем обществе, где они заключались для укрепления связей между семьями. Об одном из случаев противозаконного брака сообщает историк Никита Хониат. После свержения императора Алексея II Комнина (1180—1183) его дядей Андроником победитель женился на 11-летней вдове своего племянника. В 1299 году пятилетняя дочь императора Андроника II Палеолога Симонида была выдана замуж за почти пятидесятилетнего короля Сербии Милутина. Как сообщает историк Никифор Григора, супруг не стал дожидаться положенного возраста и совершил консуммацию брака, когда Симониде было только 8 лет, нанеся ей тяжёлые травмы. Несмотря на желание дочери покинуть мужа и поступить в монастырь, по политическим соображениям Андроник II запретил ей это.
Детская проституция была распространённым явлением, и, согласно историку VI века Иоанну Малале, в его время неимущие родители продавали своих дочерей за 5 солидов. Особым спросом пользовалось право осуществить дефлорацию. Изданная в 535 году новелла Юстиниана I запрещала вовлечение в проституцию детей младше 10 лет. При этом из различных упоминаний в источниках можно сделать вывод о том, что в несколько более позднем возрасте проституция допускалась. О том, что будущая супруга этого императора в детстве занималась проституцией, в своей «Тайной истории» сообщает Прокопий Кесарийский: «Феодора, будучи пока незрелой, не могла ещё сходиться с мужчинами и иметь с ними сношение как женщина, но она предавалась любострастию на мужской лад с негодяями, одержимыми дьявольскими страстями, хотя бы и с рабами, которые, сопровождая своих господ в театр, улучив минутку, между делом предавались этому гнусному занятию».
Гомосексуальные отношения в Византии были запрещены при Юстиниане I, а законом 726 года устанавливалась ответственность детей старше 12 лет за участие в них, поскольку предполагалось, что в этом возрасте дети уже в состоянии сделать осознанный выбор. В прочих отношениях ответственность наступала раньше. Так, законодательный свод IX века Эпанагога устанавливал наказание в виде смертной казни за убийство начиная с 7 лет; более раннее законодательство не устанавливало даже такого ограничения; схолии к этому закону устанавливали, что малолетние дети (др.-греч. ἴμφας) не в состоянии осознать предосудительность такого поступка. Педофилия также была чрезвычайно распространена. Обвинения в этом пороке хронисты предъявляли императорам Феодосию II (402—450), Константину V (741—755) и высокопоставленному чиновнику Юстиниана I Иоанну Каппадокийскому. Согласно Иоанну Златоусту (начало V века), по этой причине матери боялись отпускать детей далеко от дома. Педофилия наказывалась как по светским законам, где за неё полагалась смертная казнь через отсечение головы, так и по церковным, налагавшим за неё покаяние в течение 19 лет.
Инцест, как и прочие сексуальные девиации в Византии, сурово осуждался и неоднократно запрещался законодательно. Однако конкретных случаев известно не много. Самый известный из них — второй брак императора Ираклия I (610—641) со своей 14-летней племянницей Мартиной. C точки зрения законодательства такие близкородственные браки были в некоторые периоды законны — между двоюродными братьями и сёстрами до 741 года и между дядей и племянницей до 342 года.

## Сироты

### Оставление детей
Причинами, приводящими к появлению сирот в Византии, были как естественные, связанные со смертью обоих родителей или только отца, так и оставление ребёнка по различным причинам. Достоверной статистики распространённости этого явления не существует ни для Византии, ни для более ранних периодов истории. Сложно также сказать, как изменилась частота оставления детей с христианизацией империи. Истории об оставлении детей известны со времён ранней античности. Этот вопрос затрагивался в переписке губернатора Вифинии Плиния Младшего с императором Траяном (98—117). Плиний обратил внимание императора на то, что многие свободные жители его провинции бросают своих детей, которых потом другие люди подбирают и обращают в рабов. Ответ Траяна на это гласил, что если существовала возможность установить свободное происхождение таких детей, называемых θρεπτός, то их следовало восстановить в свободном состоянии. Известен относящийся к царствованию Марка Аврелия (160—180) документ, вероятно, относящийся только к Римскому Египту (др.-греч. Γνώμων τοῦ Ἰδίου Λόγου), согласно которому чиновникам следовало производить удержание четверти имущества умершего человека, совершившего усыновление. Целью этого было пресечение злоупотреблений со стороны бездетных граждан, чьё имущество в противном случае полностью бы отошло в казну. Художественное описание причин и обстоятельств, связанных с оставлением, приводится в популярном романе II века «Дафнис и Хлоя». В этом произведении повествуется об обнаружении на острове Лесбос при сходных обстоятельствах пастухами брошенных мальчика и девочки. Впоследствии выясняется, что их родителями являются местные аристократы. Отец Дафниса поступил таким образом потому, что уже имел трёх детей и это ему было достаточно. Отец Хлои после понесённых им крупных расходов, связанных с исполнением гражданских обязанностей, стал слишком беден. Согласно ожиданиям отца Дафниса, оставленный ребёнок должен был умереть. С другой стороны, согласно др.-греч. Γνώμων τοῦ Ἰδίου Λόγου, детей оставляли в специальном часто посещаемом месте, где их могли легко обнаружить.
Ранние христианские писатели строго осуждали практику оставления детей независимо от причины. Среди осуждаемых раннехристианским апологетом Афинагором Афинским явлений — гладиаторские игры, публичные казни, аборты и бросание родившихся детей. Судьбу брошенных детей проясняет также свидетельство Юстина Мученика (II век): «Мы, чтобы никого не беспокоить и самим не грешить, держимся таких мыслей, что подкидывать новорождённых младенцев есть дело худых людей; во-первых потому, что почти все такие — мы видим — не только девочки, но и мальчики употребляются на любодейство, и как древние, говорят, держали стада быков или коз, или овец, или пасущихся коней, так ныне и дети употребляются только для этого постыдного дела». В конце II века, бичуя в «Педагоге» пороки современного ему общества, Климент Александрийский осуждал развратных женщин, которые «осиротелых мальчиков не допускают до себя — они, попугаев и зуек кормящие; собственных своих детей подкидывают они, а молодых птиц принимают к себе в дом». В IV веке богослов Василий Великий сравнивал родителей, бросающих своих детей, с орлами, которые выкидывают одного из своих птенцов (которых затем спасают и выкармливают фениксы), чтобы уделить больше внимания оставшимся. Относительно людей Василий объяснял это явление у бедных неспособностью обеспечить своих детей, а у богатых нежеланием делить своё имущество на слишком большое число частей.
Начиная с правления императора Константина Великого (306—337) государство стало уделять внимание поддержке сирот. В 315 году он, с целью предотвращения детоубийств, дал распоряжение префекту претория выделять деньги малоимущим родителям. Этот закон распространялся вначале только на Италию, и в 322 году аналогичный закон был издан для Африки. Однако неизвестно, была ли эта программа поддержки распространена на всю империю, а среди законодательства Юстиниана I (528—565) нет упоминаний о подобных платежах. Вероятно, эта инициатива Константина оказалась слишком дорогой. При этом, однако, Константин не запретил древний обычай оставления детей, однако он изменил закон Траяна о статусе θρεπτός, и теперь решение о том, быть им рабами или же свободными, определялось не тем, кем были их биологические родители, права которых считались полностью утраченными, а решением приёмных родителей. В 336 году Константин запретил кому-либо наследовать своей незамужней матери. По мнению историка Дж. Босуэлла, целью этих законов было укрепление семьи с целью повышения экономической и политической стабильности в обществе. Согласно другой точке зрения, целью было сделать оставление детей непривлекательным и поощрить усыновителей. При последующих императорах эти законы подтверждались с незначительными изменениями. Феодосий II (402—450) обязал усыновителей регистрировать детей у местного епископа для обеспечения их прав. В 529 году Юстиниан I лишил усыновителей возможности обращать в рабство найдёнышей. По закону 541 года оставляющие детей, даже в публичном месте, карались смертной казнью. Наконец, в Дигестах было принято определение юриста III века Юлия Павла, приравнявшего оставление ребёнка к убийству. Дальнейшее законодательство следовало этим принципам.
Судьбой сирот, находящихся на попечении общества, занималось ведомство, под управлением специального чиновника — орфанотрофа, в ведении которого находилась система государственных приютов. Существовали также управляемые Церковью детские ясли (др.-греч. βρεφοτροφεία), в которых, вероятно, дети находились до помещения в приют.

### Усыновление

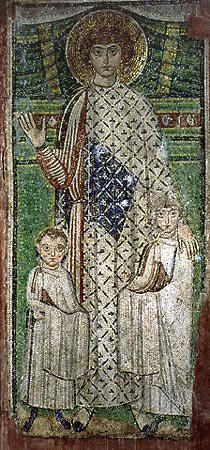
«Святой Георгий и дети» (вотивная мозаика базилики святого Димитрия в Салониках, VII—VIII вв.)

Усыновление в Византии (ср.-греч. νίοθεσία) являлось, наряду с крестильным и ритуальным родством, одной из форм «родства по соглашению», в противоположность формам кровного родства. Для усыновления и родства по крещению использовалась сходная терминология, что связано с законодательными реформами императора Льва VI (886—912), три новеллы которого посвящены вопросам усыновления. Новелла 24 устанавливала, что более недопустимы браки между родными и приёмными детьми, поскольку усыновление устанавливается церковным благословением. Фактически, эта новелла приравнивала усыновителя к крёстному отцу. Новеллы 24 и 27 расширяли перечень потенциальных усыновителей, добавив в него девиц, бездетных женщин и евнухов. С этого момента окончательно прекращается установление права patria potestas в результате усыновления, понимаемого теперь как проявление заботы о ребёнке. В обязанность ребёнка при этом входили забота о родителях в старости и помощь в управлении имуществом при его наличии.
От периода XIII—XIV веков сохранилось довольно много юридических документов об усыновлении. Некоторые из них были заключены между биологическими и приёмными родителями, другие между усыновителями и усыновляемыми. В первом случае, например, бедная вдова, оставшаяся с двумя дочерьми, отдавала на удочерение в более состоятельную семью одну из дочерей. Во втором случае договор заключали бездетные пары, желающие продолжить свой род, с людьми, достигшими 25 лет или старше. Сами по себе эти договоры не устанавливали отношения усыновления, для которого по-прежнему требовалось участие церкви. Контракт фиксировал обязательства сторон: приёмная мать обещала не уклоняться от исполнения данного договора, в частности, не отдавать ребёнка обратно. Усыновляемый, в свою очередь, обязывался служить своим приёмным родителям, как если бы они были его собственные, и относиться к ним почтительно. Прочие обязательства родителей могли включать предоставление приданого по достижении брачного возраста и даже назначение ребёнка своим наследником. Таким образом, хотя приёмный ребёнок и входил в семью, считаясь её членом с точки зрения налогообложения, в каких-то отношениях он мог иметь меньшие права, чем если бы был родным. Хотя такие договоры не известны для более ранних периодов, их формулировки, вероятно, восходят к существенно более ранним.
Наиболее известным случаем является подробно описанное Михаилом Пселлом удочерение, которое он совершил после того, как его единственная дочь умерла в возрасте 8 лет. Желая обеспечить будущее удочерённой, Пселл в раннем возрасте обручил её с неким Элпидием, сыном протоспафария, дав приданое в размере 50 фунтов золота, 20 из которых должны были пойти на покупку должности протоспафария Элпидию. После того, как Элпидий показал себя ленивым и неспособным к должности, помолвка была расторгнута, и приёмная дочь заключила брак с другим человеком. Её сына Пселл рассматривал как продолжение самого себя. В целом забота о хорошем браке для приёмных детей была распространённым явлением. В XI веке имели место усыновления по политическим соображениям — усыновление императрицей Зоей Михаила Калафата, Никифора Вриенния Никифором III Вотаниатом и т. д. Иконографически усыновление обозначалось сидением ребёнка на коленях приёмного отца.
Византия восприняла римскую концепцию опекунства (др.-греч. ἐπιτροπεία) без каких-либо изменений. Основными задачами опекуна являлись управление собственностью ребёнка и организация его брака. Требование того, чтобы взрослый мужчина защищал права ребёнка, потерявшего своих родителей, содержится уже в Законах двенадцати таблиц (ок. 450 года до н. э.). Постепенно требования к опекунам и сфера их обязанностей усложнялись. В I веке до н. э. определение опекунства дал Сервий Сульпиций Руф, согласно которому оно являлось защитительной властью опекуна (лат. tutor) над свободным лицом, слишком молодым, чтобы защитить себя самому. К III веку законодательство, касающееся опекунства (лат. tutela), стало весьма обширной отраслью римского права, требующей, по мнению классических юристов, упрощения. Тем не менее, формула Сульпиция была использована без изменений Павлом, а затем в Институциях Юстиниана, Прохироне императора Василия I (867—886) и в «Шестикнижии» Арменопула (XIV век). Опека могла устанавливаться либо по завещанию, либо по назначению из числа родственников, как мужчин, так и женщин. Право осуществлять опеку над своими детьми было предоставлено невышедшим повторно замуж вдовам при Феодосии I (379—395), при Юстиниане I это право было распространено на бабушек. Сексуальная связь между опекуном и опекаемым категорически запрещалась.

## Дети и церковь
Развитие византийского ребёнка сопровождалось большим количеством обрядов, каждый из которых отмечал наступление нового этапа в его жизни со своими правами и обязанностями. Одни из них были публичными — например, присвоение имени, крещение, воцерковление, первая стрижка бороды у мальчиков и обручение. Другие события совершались в семейном кругу — первое купание, первая стрижка, появление первого зуба, отнятие от груди. Многие из этих ритуалов имели религиозный смысл и описаны в Евхологии. Вскоре после рождения родители выбирали имя ребёнку, часто в честь известного святого или подвижника. Правильный выбор имени считался чрезвычайно важным, и для его совершения родители прибегали в том числе и к не вполне ортодоксальным методам. Иоанн Златоуст осуждает восходящую к языческим временам практику, когда для выбора имени зажигалось несколько лампад, каждой из них сопоставлялось имя святого. После того, как все они догорят, ребёнку присваивалось имя того святого, чья лампада догорела последней, — это должно было обеспечить ему более долгую жизнь. В средневизантийский период дети чаще всего назывались в честь дедушек и бабушек. К числу наиболее популярных имён относились Иоанн и Мария. На восьмой день, перед крещением, имя подтверждал священнослужитель, благословляя ребёнка. В ранний период византийской истории крещение проводилось по исполнении ребёнку трёх лет, а с VI века между 8 и 40 днями жизни. В случае, если существовала опасность жизни ребёнка, церемония могла быть проведена на первой неделе. Само крещение, как оно описано в Евхологии, было длительной и сложной процедурой, в которую не ввели изменений после того, как она стала применяться не только к уже взрослым послушникам. После того, как крещение стало проводиться в младенчестве, от ребёнка больше не требовалось демонстрировать понимание основ христианской веры. В средневизантийский период торжественно отмечались также церемонии миропомазания и первого причастия, после которого дети считались полноправными членами церковной общины. Однако до 12 лет исповедь не считалась необходимой перед причастием. Наступление пубертатного возраста отмечалось для мальчиков ритуалом сбривания бороды, а для девочек покрывания головы. На вопрос о том, применялись ли эти ритуалы как знак посвящения ребёнка духовной карьере, современные исследователи отвечают отрицательно.
Церковь также принимала участие в судьбе подрастающего поколения, уделяя особенное внимание сиротам. В IV веке епископ Василий Кесарийский принимал в свою монашескую общину сирот и основал школу для мальчиков и девочек — не только сирот. Приюты для сирот часто находились в попечении епископов, крупнейшие приюты основывались при монастырях. В монастыри также отправляли родители своих детей с целью получения образования. В ранневизантийский период дети могли начать обучение в монастыре с 7 лет, с 692 года этот возраст был увеличен до 10 лет. Однако получение образования в монастыре предполагало обязательное (за единственным исключением школы Студийского монастыря) принятие монашеских обетов, что было приемлемо не для всех детей. Типиконы большинства монастырей запрещали из соображений нравственности нахождение на своей территории евнухов, мальчиков и женщин.